# Новосвердловская ТЭЦ
Новосвердловская ТЭЦ (также Ново-Свердловская ТЭЦ) — тепловая электростанция (теплоэлектроцентраль), расположенная в 12 километрах на восток от города Екатеринбурга. Входит в состав Свердловского филиала ПАО «Т Плюс».
Новосвердловская ТЭЦ поставляет электрическую энергию и мощность на оптовый рынок электрической энергии и мощности. Является одним из источников тепловой энергии для системы централизованного теплоснабжения Екатеринбурга и центральной части города Берёзовский. Установленная электрическая мощность — 557 МВт, тепловая — 857 Гкал/ч.

## География
Новосвердловская ТЭЦ расположена среди лесного массива, на восток от города Екатеринбург.

## История
Проектное задание на строительство Новосвердловской ТЭЦ было разработано Уральским отделением института «Теплоэлектропроект» в 1960-е годы. Строительство началось в 1981 году. Пуск первого турбогенератора состоялся в 1982 году. В качестве основного оборудования были выбраны теплофикационные турбоагрегаты Уральского турбомоторного завода.
В 1989 году ТЭЦ вышла на проектную мощность 550 МВт. Тогда же к Новосвердловской ТЭЦ были присоединены тепловые нагрузки города Берёзовский.
Станция проектировалась на сжигание местного торфа, но довольно быстро была переведена на сжигание природного газа.
В ходе реформы РАО ЕЭС России Новосвердловская ТЭЦ вошла в состав ТГК-9, позднее присоединённой к ОАО «Волжская ТГК», в 2015 году объединённая компания была переименована в ПАО «Т Плюс».

## Описание
Энергосистема Свердловской области работает в составе объединенной энергосистемы Урала. Установленная электрическая мощность Новосвердловской ТЭЦ на начало 2015 года составляет 557 МВт или 6 % от общей мощности электростанций региона.
ТЭЦ работает в режиме комбинированной выработки электрической и тепловой энергии. Является одним из основных источников тепловой энергии для системы централизованного теплоснабжения Екатеринбурга и Берёзовского. Установленная тепловая мощность станции — 857 Гкал/ч.
Тепловая схема ТЭЦ — с поперечными связями.
Водогрейные котлы для покрытия пиковых тепловых нагрузок не предусмотрены.
В качестве основного топлива используется магистральный природный газ, резервное топливо — мазут. Водозабор на технические нужды осуществляется из Белоярского водохранилища, для подпитки теплосети используется вода, подаваемая с западной фильтровальной станции.

## Перечень основного оборудования
| Агрегат                              | Тип                                        | Изготовитель                 | Количество | Ввод в эксплуатацию | Основные характеристики | Основные характеристики         | Источники |
| Агрегат                              | Тип                                        | Изготовитель                 | Количество | Ввод в эксплуатацию | Параметр                | Значение                        | Источники |
| ------------------------------------ | ------------------------------------------ | ---------------------------- | ---------- | ------------------- | ----------------------- | ------------------------------- | --------- |
| Оборудование паротурбинных установок |                                            |                              |            |                     |                         |                                 |           |
| Паровой котёл                        | БКЗ-320-140-4 БКЗ-320-140-6                | Барнаульский котельный завод | 8          | 1982—1989 гг.       | Топливо                 | газ, мазут                      | [ 4 ]     |
| Паровой котёл                        | БКЗ-320-140-4 БКЗ-320-140-6                | Барнаульский котельный завод | 8          | 1982—1989 гг.       | Производительность      | 320 т/ч                         | [ 4 ]     |
| Паровой котёл                        | БКЗ-320-140-4 БКЗ-320-140-6                | Барнаульский котельный завод | 8          | 1982—1989 гг.       | Параметры пара          | 140 кгс/см2, 560 °С             | [ 4 ]     |
| Паровая турбина                      | Т-110/120-130-4 Т-110/120-130-5 ТР-110-130 | Турбомоторный завод          | 5          | 1982—1987 гг.       | Установленная мощность  | 110 МВт (117 МВт ст. № 5)       | [ 4 ]     |
| Паровая турбина                      | Т-110/120-130-4 Т-110/120-130-5 ТР-110-130 | Турбомоторный завод          | 5          | 1982—1987 гг.       | Тепловая нагрузка       | 175 Гкал/ч (157 Гкал/ч ст. № 3) | [ 4 ]     |